# Hygophum
Hygophum – rodzaj morskich ryb świetlikokształtnych z rodziny świetlikowatych (Myctophidae).

## Klasyfikacja
Gatunki zaliczane do tego rodzaju:
- Hygophum atratum
- Hygophum benoiti – świetlik wyłupiastooki[3]
- Hygophum bruuni
- Hygophum hanseni
- Hygophum hygomii
- Hygophum macrochir
- Hygophum proximum
- Hygophum reinhardtii
- Hygophum taaningi

Gatunkiem typowym jest Scopelus hygomii (H. hygomii).

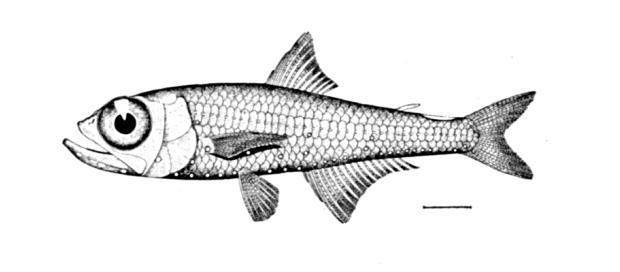
Hygophum benoiti